# Jinfeng (köpinghuvudort i Kina, Jiangsu Sheng, lat 31,96, long 120,65)
Jinfeng är en köpinghuvudort i Kina. Den ligger i provinsen Jiangsu, i den östra delen av landet, omkring 170 kilometer öster om provinshuvudstaden Nanjing. Antalet invånare är 139 368. Befolkningen består av 66 692 kvinnor och 72 676 män. Barn under 15 år utgör 9,0 %, vuxna 15-64 år 78 %, och äldre över 65 år 12,0 %.
Runt Jinfeng är det mycket tätbefolkat, med 1 886 invånare per kvadratkilometer. Jinfeng är det största samhället i trakten. Trakten runt Jinfeng består i huvudsak av gräsmarker.
Genomsnittlig årsnederbörd är 1 488 millimeter. Den regnigaste månaden är juli, med i genomsnitt 228 mm nederbörd, och den torraste är januari, med 46 mm nederbörd.